# NGC 6937
NGC 6937 ist eine Balken-Spiralgalaxie vom Hubble-Typ SBc im Sternbild Indianer am Südsternhimmel. Sie ist schätzungsweise 212 Millionen Lichtjahre von der Milchstraße entfernt.
Das Objekt wurde am 8. Juli 1834 von John Herschel entdeckt.